# Grebņova
Grebņova, auch als Grebņeva bekannt, ist ein Dorf in der Bezirksgemeinde Malnava im Bezirk Ludza in Lettland.  

## Lage
Das Dorf liegt im Osten des Landes unmittelbar an der Grenze zu Russland, die gleichzeitig auch die Grenze der Europäischen Union darstellt. Durch den Ort verläuft die Europastraße 262, an der sich die nach dem Ort benannte Grenzstelle Grebņova befindet. Im Ort befindet sich außerdem eine Zweigstelle des lettischen Grenzschutzes sowie ein Friedhof. Der nächste größere Ort ist Kārsava rund 13 Kilometer westlich. Der Hauptsitz der Verwaltungsgemeinde in Malnava liegt direkt daneben. Die Stadt Ludza ist 40 Kilometer entfernt, die lettische Hauptstadt Riga ist rund 288 Kilometer entfernt.